# Orășeni-Deal
Orășeni-Deal – wieś w Rumunii, w okręgu Botoszany, w gminie Curtești. W 2011 roku liczyła 1013 mieszkańców.